# Hrabyně
Hrabyně (německy Hrabin) je obec ležící v okrese Opava. Má přibližně 1 100 obyvatel a katastrální území obce má rozlohu 1003 ha.
Ve vzdálenosti 8 km severně leží město Kravaře, 10 km severovýchodně město Hlučín, 13 km jižně město Bílovec, 13 km západně statutární město Opava a 18 km východně krajské město Ostrava. Součástí obce je také Rehabilitační centrum. V katastru obce pramení potoky Hrabyňka, Kremlice a katastrem obce protéká potok Ohrozima (vše přítoky řeky Opavy). Sousedními obcemi sídla jsou Háj ve Slezsku, Horní Lhota, Velká Polom, Mokré Lazce a Budišovice.

## Části obce
- Hrabyně
- Josefovice

Od 1. ledna 1979 do 23. listopadu 1990 k obci patřily Budišovice.

## Název
Jméno vesnice bylo odvozeno od osobního jména Hrab, jež bylo totožné s obecným hrab - "habr". Význam místního jména tak byl "Hrabova ves". Vedle Hrabyně se také používal tvar Hrabyň (v ženském rodě).

## Historie
První písemná zmínka o obci pochází z roku 1377. Obec byla během druhé světové války osvobozena Rudou armádou dne 27. dubna 1945.

## Pamětihodnosti
- Národní památník II. světové války
- Socha sv. Jana Nepomuckého
- Kostel Nanebevzetí Panny Marie

## Osobnosti
- Karel Engliš (1880–1961), ekonom, ministr financí, rektor Masarykovy a Karlovy univerzity
- Rudolf Gudrich (1862–1937), pedagog, politik

## Další informace
Poblíž, na katastru obce Velká Polom, se nachází Čertův Mlýn. Katastrem obce prochází silnice I. třídy I/11.